# Сьвіни (Лодзинське воєводство)
Сьвіни (пол. Świny) — село в Польщі, у гміні Колюшки Лодзький-Східного повіту Лодзинського воєводства.
Населення — 147 осіб (2011).
У 1975-1998 роках село належало до Пйотрковського воєводства.

## Демографія
Демографічна структура станом на 31 березня 2011 року:
|          | Загалом | Допрацездатний вік | Працездатний вік | Постпрацездатний вік |
| -------- | ------- | ------------------ | ---------------- | -------------------- |
| Чоловіки | 81      | 17                 | 54               | 10                   |
| Жінки    | 66      | 9                  | 34               | 23                   |
| Разом    | 147     | 26                 | 88               | 33                   |